# OneXPlayer 2
OneXPlayer 2は、Windows 11をベースに作られたx86のハンドヘルドPC（携帯型ゲーミングPC）。中華人民共和国の企業、One-Netbookによって製造・開発された。2022年12月にIndiegogoで行ったクラウドファンディングで資金調達を行い、2023年3月に発売された。
同機の上位機種である、OneXPlayer 2 Proも同記事に記述する。日本での販売代理店は株式会社テックワン。

## 概要
OneXPlayer 2（以下、無印モデル）は、ハンドヘルドPCを想定して設計された OneXPlayerの後継機である。8.4インチのタッチスクリーン液晶ディスプレイを搭載し、解像度は2560×1600ピクセル（2.5K）でありMicrosoft Pen Protocol 2.0対応のアクティブペンにも対応する。Nintendo Switchと同じく、コントローラー部分は取り外し可能となっている。
主にメーカーが異なる2種類のCPUを採用しており、AMD Ryzen 7 6800Uと、第13世代Intel Core i7である。内蔵グラフィックは、前者はAMD Radeon 680Mを採用し、後者はIntel Iris Xe Graphics（96 EU）を搭載している。設定からTDPなどの調整が可能となっている。
メモリは、32GB の LPDDR5 6400 MHz を搭載。ストレージはモデルにより異なるが、512GB から 2TB までの SSD を搭載されている。また、microSD カードスロットを搭載し、Micro SDカードをストレージに追加することができる。OneXPlayer 2/Pro は、Steam Deck よりも性能がより強力・高速となっている。
外部接続には、Bluetooth、Wi-Fi、ヘッドフォンジャックを備えており、USB 3.2、USB4 Type-C、Thunderbolt 4を搭載し、外部グラフィックカード（eGPU）を接続可能となっている。
指紋センサーが搭載され、Windows Halloによる設定で指紋認証にも対応する。
Surfaceと同じく別売りの着脱可能なキーボードを接続することが可能である。

バッテリーには、65.5Whのバッテリー（17,100 mAh）が搭載されており、Type-C経由で最大65Wの充電での可能である。ゲームプレイ時のバッテリー持続時間は約3時間、動画視聴時は8～9時間である。OneXPlayer 2は、65Wの電源アダプターを、Proモデルは100Wの電源アダプターを付属されている。

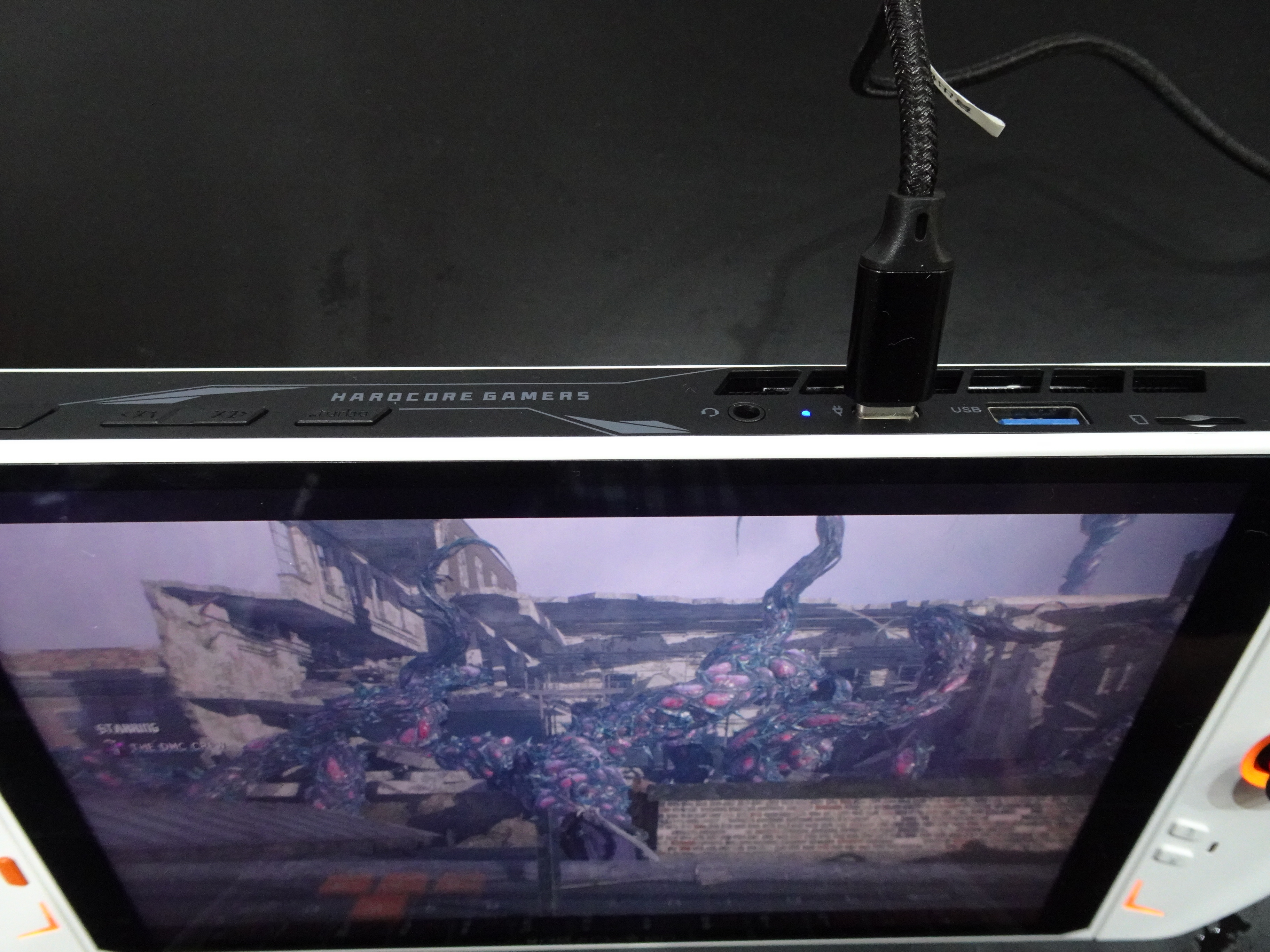
本体上部のインターフェイス
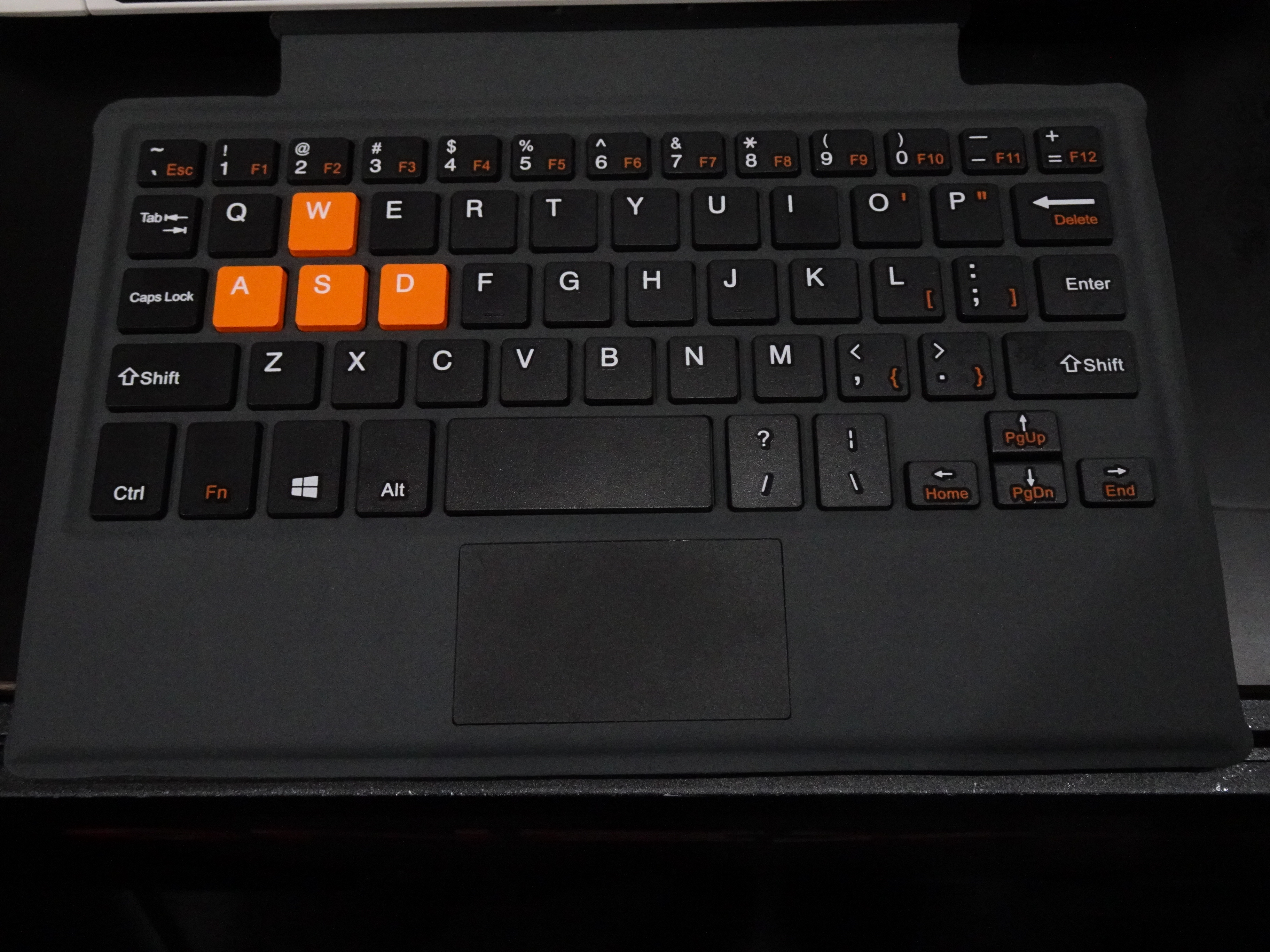
別売りの着脱可能なキーボード
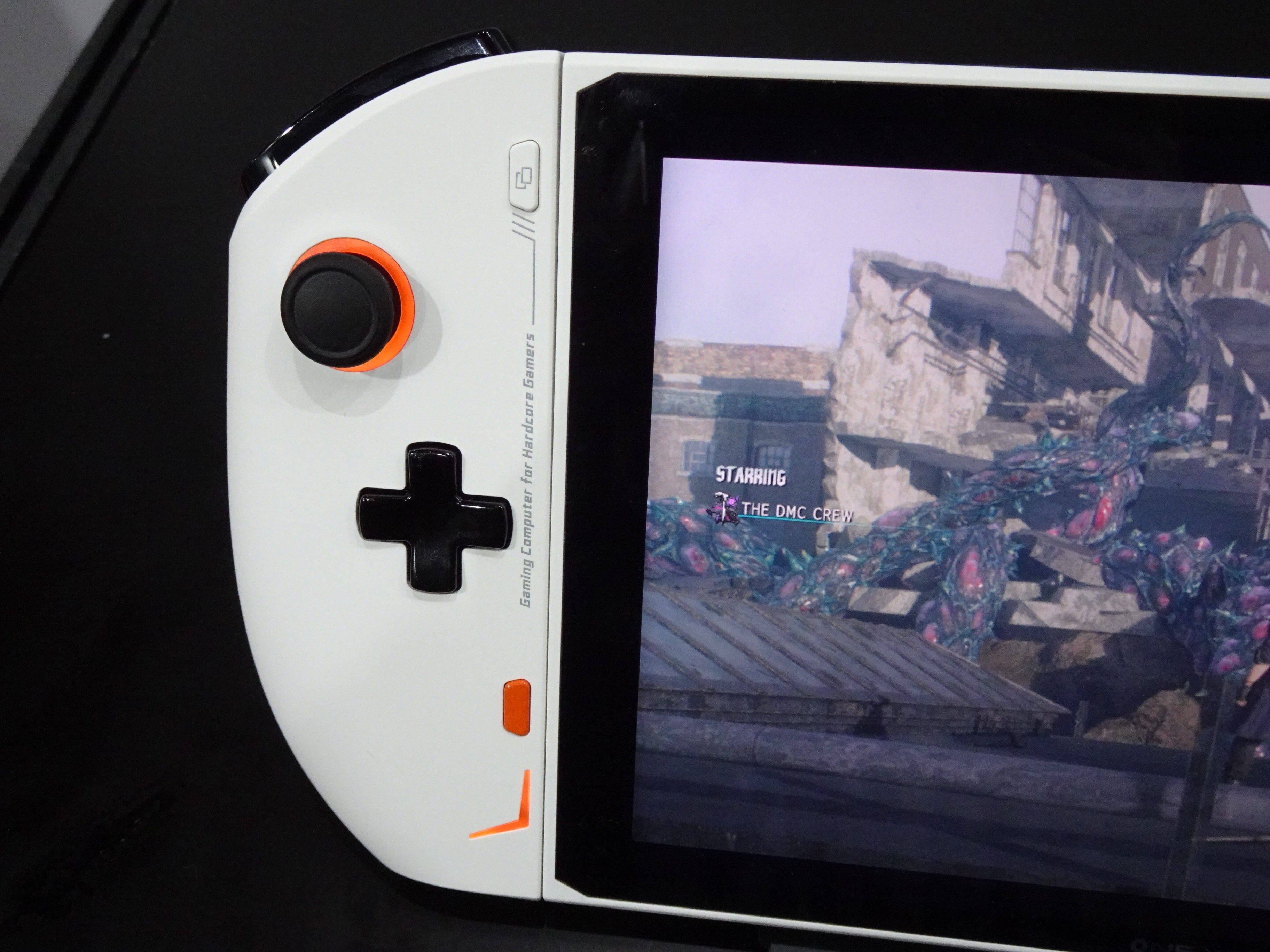
左コントローラー
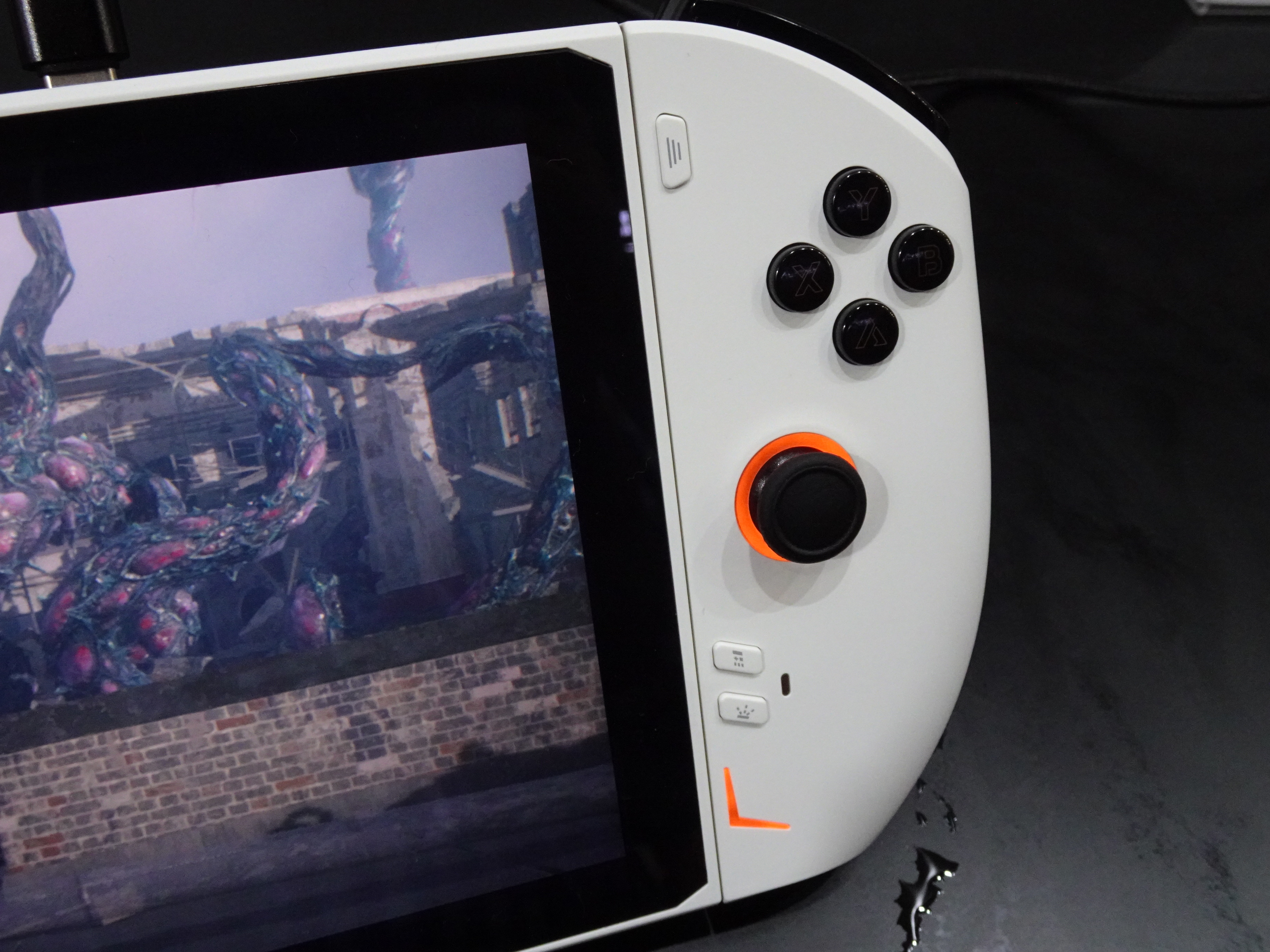
右コントローラー

## OneXPlayper 2 Pro
2023年7月に、AMD Ryzen 7 7840U（内蔵グラフィック：Radeon 780M）を搭載したOneXPlayer 2 Proが発売された。32GBのLPDDR5X 7500MHzメモリと、ストレージとして1TBまたは2TBのSSDを搭載している。2024年4月は追加のモデルとして、OneXPlayer 2 ProはAMD Ryzen 7 8840U（内蔵グラフィック：Radeon 780M）を搭載し、同じストレージ構成で発売された。

無印モデルと同じく、着脱可能なキーボードを接続することが可能である。日本未発売であるが、エヴァンゲリオンとコラボしたモデルが海外限定で発売された。

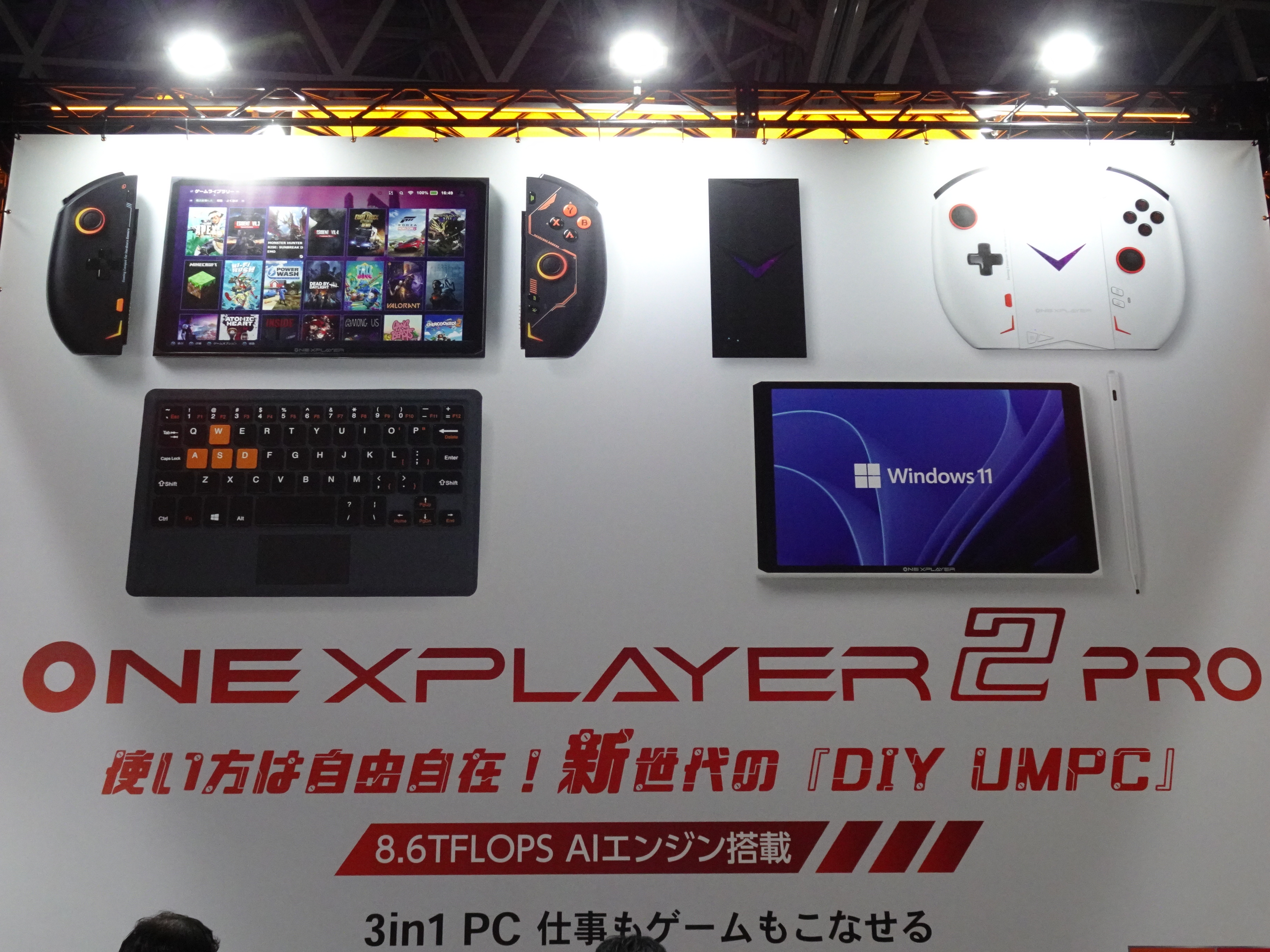
東京ゲームショウ2023 でのポスター展示